# Sikuli (Software)
SikuliX ist eine Skriptsprache und ein gleichnamiges Werkzeug zur Durchführung automatisierter Softwaretests von grafischen Benutzeroberflächen (GUIs) anhand von Screenshots (Bildschirmfotos) der zu testenden Software. SikuliX wird mit Automatisierungsoftware wie Selenium, iMacros, Kantu oder AutoHotkey verglichen und kann wie diese dazu benutzt werden, Webseiten oder Anwendungssoftware unter Windows, Mac OS X und Linux fernzusteuern. Auf dem Umweg über einen Simulator oder Virtual Network Computing (VNC) ist auch der Test und die Fernsteuerung von iOS- und Android-Anwendung möglich.
SikuliX ist eine Jython-basierte visuelle Skripting-API zur Erstellung von Automatisierungsskripten. SikuliX enthält eine integrierte Entwicklungsumgebung (IDE) für das visuell unterstützte Schreiben der auf Screenshots aufbauenden Skripte.

## Entwicklung
Die Entwicklung des Open-Source-Projekts begann 2009 am Massachusetts Institute of Technology und wird seit Ende 2012 im dafür gegründeten Sikuli Lab an der University of Colorado Boulder fortgesetzt. Das Projekt wird von der US-amerikanischen Regierungsorganisation National Science Foundation sowie dem taiwanesischen Privatunternehmen Quanta Computer unterstützt.